# Mei Wang
Mei Wang (* 8. Februar 1973 in Wuhan, China) ist Professorin für Verhaltensökonomik.

## Leben und Wirken
Wang studierte Informatik an der Xiamen-Universität, promovierte in Sozial- und Entscheidungswissenschaften an der Carnegie Mellon University, Pittsburgh, USA und arbeitete später als Assistant Professor an der Universität Zürich, Schweiz. Sie ist Associate Editor für Finance Research Letters und Mitglied des Editorial Board des Journal of Behavioral and Experimental Finance.
Wang ist Professorin für Verhaltensökonomik an der WHU-Otto Beisheim School of Management, eine der führenden Business Schools in Deutschland. Sie forscht im Bereich der Behavioral Decision Theory, z. B. über das Sankt-Petersburg-Paradoxon und über Prospekttheorie sowie im Bereich Finance Zusammen mit Thorsten Hens und Marc Oliver Rieger war sie einer der Autoren der INTRA-Studie (International Test on Risk Attitudes), die Risiko- und Zeitpräferenzen in 54 Ländern weltweit maß und zu verschiedenen Folgestudien von anderen Forschern und Praktikern sowie Medienberichten in führenden deutschen Zeitungen führte.

## Ausgewählte Veröffentlichungen

### INTRA-Befragung
- Marc Oliver Rieger, Mei Wang, & Thorsten Hens (2015) Risk preferences around the world. Management Science, 61(3), 637–648
- Mei Wang, Marc O. Rieger, & Thorsten Hens (2016) How time preferences differ: Evidence from 53 countries. Journal of Economic Psychology, 52, 115–135
- Marc Oliver Rieger, Mei Wang, & Thorsten Hens (2016) Estimating cumulative prospect theory parameters from an international survey. Theory and Decision, 17, 1–30

### Andere Themen
- Marc Oliver Rieger & Mei Wang (2006) Cumulative Prospect Theory and the St. Petersburg Paradox. Economic Theory, 28, 665–679
- Christoph Gort, Mei Wang, & Michael Siegrist (2008) Are pension fund managers overconfident? Journal of Behavioral Finance, 9(3), 163–170
- Mei Wang, Abraham Bernstein & Marc Chesney (2012) An experimental study on real option strategies. Quantitative Finance, 12(11), 1753–1772